# 辅助统计量
在统计学中， 辅助统计量是任何其分布不取决于模型参数的统计量。 
这一概念是罗纳德·艾尔默·费希尔提出的。

## 定义
设{\displaystyle P_{\theta }}是一概率模型，其中{\displaystyle \theta }是参数。若对于来自样本的数据{\displaystyle \mathbf {Y} }，统计量{\displaystyle T(\mathbf {Y} )}的分布不依赖于{\displaystyle \theta }，则称{\displaystyle T(\mathbf {Y} )}是关于{\displaystyle \theta }的辅助统计量。这即是说，对于任何博雷尔集{\displaystyle A}，有{\displaystyle P_{\theta }(T(\mathbf {Y} )\in A)=\mu (A)}，其中{\displaystyle \mu (\cdot )}是不依赖于{\displaystyle \theta }的概率测度。

## 例子

### 常数
很明显，常数是最简单的辅助统计量。

### 均值未知的正态分布的样本方差
对于正态分布模型{\displaystyle \{N(\mu ,\sigma ^{2})|\mu \in \mathbb {R} \}}，其中方差{\displaystyle \sigma ^{2}}已知，可以证明（在{\displaystyle n>1}时）样本方差{\displaystyle {\widehat {\sigma }}^{2}={\frac {\sum \left(X_{i}-{\bar {X}}\right)^{2}}{n-1}}}是{\displaystyle \mu }的辅助统计量。实际上，样本方差的分布为比例卡方分布{\displaystyle \sigma ^{2}\cdot \chi _{n-1}^{2}}，不依赖于{\displaystyle \mu }。

## 相关页面
- 巴苏定理